# Raja koreana
Raja koreana és una espècie de peix de la família dels raids i de l'ordre dels raïformes.

## Morfologia
- Les femelles poden assolir 73,5 cm de longitud total.[4]

## Reproducció
És ovípar.

## Hàbitat
És un peix marí, de clima temperat i demersal que viu entre 30–70 m de fondària.

## Distribució geogràfica
Es troba a l'oceà Pacífic nord-occidental: costa sud-occidental de la Península de Corea.

## Observacions
És inofensiu per als humans.